# Якир, Михаил Семёнович
Михаи́л Семёнович Яки́р (род. 28 июля 1958 года) — советский и украинский педагог, преподаватель математики, автор учебной и методической литературы, народный учитель Украины (2010), полный кавалер ордена «За заслуги». 

## Биография
Родился в Киеве. В 1975 году окончил киевскую среднюю школу № 38 (ныне лицей) имени Валерия Молчанова, класс с углублённым изучением математики.
В 1979 году окончил с отличием Киевский государственный педагогический институт им. А. М. Горького. С тех пор работает учителем математики. С 1992 по 2017 годы — преподаватель Киево-Печерского лицея № 171 «Лидер» . Ученики М. С. Якира более 140 раз становились призёрами Всеукраинской олимпиады по математике, 19 раз — призёрами Международной олимпиады по математике. Был руководителем команды г. Киева на Всеукраинских математических олимпиадах в 1987—2006 годах, руководителем команды УССР на Всесоюзной математической олимпиаде в 1988, 1991 годах. 
23 апреля 2012 года Михаил Якир открыл в Киеве I Всеукраинский съезд учителей математики.

## Публикации, учебные и методические издания
В составе группы авторов М. С. Якир подготовил ряд учебников математики для средней школы, получивших распространение в России, Белоруссии, Украине.
- А. Г. Мерзляк, В. Б. Полонский, М. С. Якир. Математика. 5 класс. — Харьков: Гимназия, 2005, 2014, 2018.
- А. Г. Мерзляк, В. Б. Полонский, М. С. Якир. Математика. 6 класс. — Харьков: Гимназия, 2006, 2014, 2019.
- А. Г. Мерзляк, В. Б. Полонский, М. С. Якир. Алгебра. 7 класс. — Харьков: Гимназия, 2007, 2015, 2020.
- А. Г. Мерзляк, В. Б. Полонский, М. С. Якир. Геометрия. 7 класс. — Харьков: Гимназия, 2007, 2015, 2020.
- А. Г. Мерзляк, В. Б. Полонский, М. С. Якир. Алгебра. 8 класс. — Харьков: Гимназия, 2008, 2016, 2021.
- А. Г. Мерзляк, В. Б. Полонский, М. С. Якир. Геометрия. 8 класс. — Харьков: Гимназия, 2008, 2016, 2021.
- А. Г. Мерзляк, В. Б. Полонский, М. С. Якир. Алгебра. 9 класс. — Харьков: Гимназия, 2009, 2017.
- А. Г. Мерзляк, В. Б. Полонский, М. С. Якир. Геометрия. 9 класс. — Харьков: Гимназия, 2009, 2017.
- А. Г. Мерзляк, Д. А. Номировский, В. Б. Полонский, М. С. Якир. Алгебра и начала анализа. 10 класс. — Харьков: Гимназия, 2010.
- А. Г. Мерзляк, Д. А. Номировский, В. Б. Полонский, М. С. Якир. Геометрия (академический уровень). 10 класс. — Харьков: Гимназия, 2016.
- А. Г. Мерзляк, Д. А. Номировский, В. Б. Полонский, М. С. Якир. Математика. Алгебра и начала анализа. Геометрия. 10 класс. — Харьков: Гимназия, 2018.
- А. Г. Мерзляк, Д. А. Номировский, В. Б. Полонский, М. С. Якир. Алгебра и начала анализа. 11 класс. — Харьков: Гимназия, 2011.
- А. Г. Мерзляк, Д. А. Номировский, В. Б. Полонский, М. С. Якир. Геометрия (академический уровень). 11 класс. — Харьков: Гимназия, 2019.
- А. Г. Мерзляк, Д. А. Номировский, В. Б. Полонский, М. С. Якир. Математика. Алгебра и начала анализа. Геометрия. 11 класс. — Харьков: Гимназия, 2019.
- А. Г. Мерзляк, В. Б. Полонский, М. С. Якир. Алгебра. 7 класс (углублённое изучение). — Харьков: Гимназия, 2015.
- А. Г. Мерзляк, В. Б. Полонский, М. С. Якир. Геометрия. 7 класс (углублённое изучение). — Харьков: Гимназия, 2015.
- А. Г. Мерзляк, В. Б. Полонский, М. С. Якир. Алгебра. 8 класс (углублённое изучение). — Харьков: Гимназия, 2008, 2016.
- А. Г. Мерзляк, В. Б. Полонский, М. С. Якир. Геометрия. 8 класс (углублённое изучение). — Харьков: Гимназия, 2008, 2016.
- А. Г. Мерзляк, В. Б. Полонский, М. С. Якир. Алгебра. 9 класс (углублённое изучение). — Харьков: Гимназия, 2009, 2017.
- А. Г. Мерзляк, В. Б. Полонский, М. С. Якир. Геометрия. 9 класс (углублённое изучение). — Харьков: Гимназия, 2009, 2017.
- А. Г. Мерзляк, Д. А. Номировский, В. Б. Полонский, М. С. Якир. Алгебра и начала анализа. 10 класс (профильный уровень). — Харьков: Гимназия, 2018.
- А. Г. Мерзляк, Д. А. Номировский, В. Б. Полонский, М. С. Якир. Геометрия. 10 класс (профильный уровень). — Харьков: Гимназия, 2018.
- А. Г. Мерзляк, Д. А. Номировский, В. Б. Полонский, М. С. Якир. Алгебра и начала анализа. 10 класс (углублённое изучение). — Харьков: Гимназия, 2010, 2018.
- А. Г. Мерзляк, Д. А. Номировский, В. Б. Полонский, М. С. Якир. Геометрия. 10 класс (углублённое изучение). — Харьков: Гимназия, 2018.
- А. Г. Мерзляк, Д. А. Номировский, В. Б. Полонский, М. С. Якир. Алгебра и начала анализа. 11 класс (профильный уровень). — Харьков: Гимназия, 2019.
- А. Г. Мерзляк, Д. А. Номировский, В. Б. Полонский, М. С. Якир. Геометрия. 11 класс (профильный уровень). — Харьков: Гимназия, 2019.
- А. Г. Мерзляк, Д. А. Номировский, В. Б. Полонский, М. С. Якир. Алгебра и начала анализа. 11 класс (углублённое изучение). — Харьков: Гимназия, 2011, 2019.
- А. Г. Мерзляк, Д. А. Номировский, В. Б. Полонский, М. С. Якир. Геометрия. 11 класс (углублённое изучение). — Харьков: Гимназия, 2019.
- А. Г. Мерзляк, В. Б. Полонский, М. С. Якир. Математика. 5 класс. — Москва: Вентана-Граф, 2012.
- А. Г. Мерзляк, В. Б. Полонский, М. С. Якир. Математика. 6 класс. — Москва: Вентана-Граф, 2013.
- А. Г. Мерзляк, В. Б. Полонский, М. С. Якир. Алгебра. 7 класс. — Москва: Вентана-Граф, 2012.
- А. Г. Мерзляк, В. Б. Полонский, М. С. Якир. Геометрия. 7 класс. — Москва: Вентана-Граф, 2012.
- А. Г. Мерзляк, В. Б. Полонский, М. С. Якир. Алгебра. 8 класс. — Москва: Вентана-Граф, 2013.
- А. Г. Мерзляк, В. Б. Полонский, М. С. Якир. Геометрия. 8 класс. — Москва: Вентана-Граф, 2013.
- А. Г. Мерзляк, В. Б. Полонский, М. С. Якир. Алгебра. 9 класс. — Москва: Вентана-Граф, 2014.
- А. Г. Мерзляк, В. Б. Полонский, М. С. Якир. Геометрия. 9 класс. — Москва: Вентана-Граф, 2014.
- А. Г. Мерзляк, В. Б. Полонский, М. С. Якир. Алгебра и начала математического анализа. 10 класс. — Москва: Вентана-Граф, 2013, 2017.
- А. Г. Мерзляк, Д. А. Номировский, В. Б. Полонский, М. С. Якир. Геометрия. 10 класс. — Москва: Вентана-Граф, 2017.
- А. Г. Мерзляк, Д. А. Номировский, В. Б. Полонский, М. С. Якир. Алгебра и начала математического анализа. 11 класс. — Москва: Вентана-Граф, 2014, 2017.
- А. Г. Мерзляк, Д. А. Номировский, В. Б. Полонский, М. С. Якир. Геометрия. 11 класс. — Москва: Вентана-Граф, 2014, 2017.
- А. Г. Мерзляк, В. Б. Полонский, М. С. Якир. Алгебра. 7 класс (углублённое изучение). — Москва: Вентана-Граф, 2013.
- А. Г. Мерзляк, В. Б. Полонский, М. С. Якир. Геометрия. 7 класс (углублённое изучение). — Москва: Вентана-Граф, 2017.
- А. Г. Мерзляк, В. Б. Полонский, М. С. Якир. Алгебра. 8 класс (углублённое изучение). — Москва: Вентана-Граф, 2014, 2017.
- А. Г. Мерзляк, В. Б. Полонский, М. С. Якир. Геометрия. 8 класс (углублённое изучение). — Москва: Вентана-Граф, 2017.
- А. Г. Мерзляк, В. Б. Полонский, М. С. Якир. Алгебра. 9 класс (углублённое изучение). — Москва: Вентана-Граф, 2015, 2017.
- А. Г. Мерзляк, В. Б. Полонский, М. С. Якир. Геометрия. 9 класс (углублённое изучение). — Москва: Вентана-Граф, 2017.
- А. Г. Мерзляк, Д. А. Номировский, В. Б. Полонский, М. С. Якир. Алгебра и начала математического анализа. 10 класс (углублённое изучение). — Москва: Вентана-Граф, 2017.
- А. Г. Мерзляк, Д. А. Номировский, В. Б. Полонский, М. С. Якир. Геометрия. 10 класс (углублённое изучение). — Москва: Вентана-Граф, 2017.
- А. Г. Мерзляк, Д. А. Номировский, В. Б. Полонский, М. С. Якир. Алгебра и начала математического анализа. 11 класс (углублённое изучение). — Москва: Вентана-Граф, 2018.
- А. Г. Мерзляк, Д. А. Номировский, В. Б. Полонский, М. С. Якир. Геометрия. 11 класс (углублённое изучение). — Москва: Вентана-Граф, 2018.

Является также соавтором более 80 учебных пособий.
Публикации — в журналах «Квант» (1991, 1992, 1993), «Математика в школе» (1988, 1990, 1992), сборнике «У світі математики» (выпуски 19 и 20).

## Награды, звания
- Орден «За заслуги» I степени (28 июня 2015 года) — за значительный личный вклад в государственное строительство, социально-экономическое, научно-техническое, культурно-образовательное развитие Украины, весомые трудовые достижения и высокий профессионализм[4].
- Орден «За заслуги» II степени (3 марта 2006 года) — за весомый личный вклад в развитие национального образования, высокое педагогическое мастерство, подготовку победителей и призёров международных ученических олимпиад[5].
- Орден «За заслуги» III степени (16 мая 2001 года) — за весомый личный вклад в развитие национального образования, подготовку призёров Международных ученических олимпиад[6].
- Народный учитель Украины (29 сентября 2010 года) — за значительный личный вклад в развитие национального образования, подготовку квалифицированных специалистов, многолетнюю плодотворную научную и педагогическую деятельность, высокий профессионализм[7]. Первый из учителей математики, получивший это звание.
- Заслуженный учитель Украины (29 сентября 1994 года) — за значительный личный вклад в развитие национального образования, развитие научных исследований, внедрение современных форм обучения и воспитание молодёжи[8].
- Знак «За вагомий внесок у навчання та виховання дітей України», II степень (2004).
- Знак «Відмінник столичної освіти» (2007).